# آرژانتینی‌های فرانسوی‌تبار
آرژانتینی‌های فرانسوی‌تبار (فرانسوی: Franco-Argentins‎؛ اسپانیایی: Franco-Argentinos‎) به آن دسته از شهروندان آرژانتینی اطلاق می‌شود که همه یا بخشی از اجدادشان فرانسوی بوده‌اند یا آنکه خودشان، زادهٔ کشور فرانسه بوده اما در آرژانتین زندگی می‌کنند. پس از آرژانتینی‌های ایتالیایی‌تبار و آرژانتینی اسپانیایی‌تبار، آرژانتینی‌های فرانسوی‌تبار سومین گروه بزرگ دو نژادی در آرژانتین هستند.
مابین سال‌های ۱۸۷۵ تا ۱۹۴۶ میلادی، ۲۶۱٬۰۲۰ فرانسوی به آرژانتین مهاجرت کردند و امروزه بیش از ۶ میلیونی آرژانتینی، تباری فرانسوی دارند که حدود ۱۷٪ از جمعیت این کشور را تشکیل می‌دهند.